# Georg Zenk
Georg Zenk (* 1946) ist ein deutscher Schriftsteller, Gymnasiallehrer und katholischer Diakon.

## Leben
Zenk trat nach dem Studium als Gymnasiallehrer in den Schuldienst ein und wurde 1977 am Fachbereich Katholische Theologie der Universität Würzburg mit einer Dissertation über die ökumenischen Positionen Hans Asmussens zum Dt. theol. promoviert. Daneben ist er auch als katholischer Diakon des Erzbistums Bamberg tätig.
In seinen Büchern wie Evangelisch in Katholizität und Geschichten für Sinnsucher (2007) beschäftigt er sich insbesondere mit religiösen Themen. Daneben war er mit Edgar Hagel Herausgeber des Schulbuches Abitur. Religion r.-k., Grundkurs Gymnasium Bayern 2004–2009 (2009).